# Ilela
Ilela è una circoscrizione rurale (rural ward) della Tanzania situata nel distretto di Mlele, regione di Katavi. Conta una popolazione di 16 387 abitanti (censimento 2022).